# Never Tear Us Apart
"Never Tear Us Apart" é um single lançado pelo grupo de rock australiano INXS em junho de 1988, incluído no sexto álbum de estúdio da banda, Kick (1987). A música foi composta pelo tecladista Andrew Farriss, e a letra foi escrita pelo vocalista Michael Hutchence sobre seu relacionamento com a então namorada, Michele Bennett. O single alcançou a 24ª posição no Reino Unido e ficou nas paradas por sete semanas. Nos EUA, alcançou o 7º lugar na Billboard Hot 100. Em 2021, a canção ficou no 282º lugar na lista das "500 Melhores Canções de Todos os Tempos" da revista Rolling Stone.

## Origem
A música foi composta pelo tecladista Andrew Farriss, que gravou uma demo no estilo blues. O vocalista Michael Hutchence escreveu a letra sobre seu relacionamento com a então namorada, a produtora de cinema australiana Michele Bennett, com quem ele viveu um relacionamento de 1982 até 1987, e que foi descrita como seu "primeiro amor". Os dois permaneceram amigos próximos até a morte de Hutchence. Bennett foi a última pessoa para quem Hutchence telefonou na manhã de sua morte, em 22 de novembro de 1997.
Never Tear Us Apart é uma balada sensual, escrita no ritmo de uma valsa vienense moderna, coberta com sintetizadores e contendo pausas dramáticas antes dos intervalos instrumentais. Kirk Pengilly empresta um solo de saxofone catártico perto do fim. De acordo com as notas principais de Shine Like It Does: The Anthology (1979-1997), a música foi composta no piano como um número de blues no estilo de Fats Domino. O produtor Chris Thomas sugeriu um arranjo baseado em sintetizadores. 

## Videoclipe
O videoclipe de "Never Tear Us Apart", com uma introdução extensa, foi filmado em vários locais em Praga juntamente com "Guns in the Sky" e "New Sensation", todos dirigidos por Richard Lowenstein.
Em março de 2024, em comemoração ao 35º aniversário do single, um vídeo contendo imagens de bastidores, cenas deletadas do videoclipe e entrevistas com Michael Hutchence e Andrew Farriss foi publicado no canal oficial do INXS no YouTube.

## Legado
Durante o funeral de Michael Hutchence em 27 de novembro de 1997, seu caixão foi levado da Catedral de St. Andrews em Sydney pelos membros remanescentes do INXS e pelo irmão mais novo do cantor, Rhett, enquanto "Never Tear Us Apart" era tocada ao fundo.
Em fevereiro de 2014, após o Canal 7 da Austrália exibir a mini-série INXS: Never Tear Us Apart, a canção "Never Tear Us Apart" voltou as paradas de sucesso na Austrália através de vendas de download. Ela alcançou o 11º lugar no ranking de singles da ARIA, superando sua posição original de pico nº 14 em 1988.
Em janeiro de 2018, como parte do "Ozzest 100" do Triple M, as músicas "mais australianas" de todos os tempos, "Never Tear Us Apart" foram classificadas como número 18.
Em 2021, a canção ficou no 282º lugar na lista das "500 Melhores Canções de Todos os Tempos" da revista Rolling Stone.

## Uso pelo Port Adelaide Football Club
Desde março de 2014, o clube da Liga Australiana de Futebol Port Adelaide adotou "Never Tear Us Apart" como o hino não oficial do clube que antecedeu o salto de abertura em sua nova casa em Adelaide Oval. É uma referência às várias e únicas dificuldades que o clube enfrentou ao tentar entrar na AFL. 
O uso da música pelo Power surgiu de uma viagem que os jogadores e funcionários do Power fizeram a Anfield em novembro de 2012, enquanto o Power estava na Inglaterra para jogar uma partida de exibição contra os Bulldogs Ocidentais. À luz das críticas elogiosas dadas pelos jogadores do Power à versão de Never Never Walk Alone da multidão de Anfield, Matthew Richardson, gerente geral de marketing e negócios de consumo de Port, junto com a gerência do clube, procurou replicar a experiência antes da partida eles experimentaram em Anfield. Em uma reunião em meados de 2013, a ideia de um hino foi levantada; várias canções foram sugeridas, incluindo Power and the Passion by Midnight Oil, Power to the People por John Schumann. Eventualmente, Never Tear Us Apart foi sugerido pela gerente de eventos de Port Adelaide, Tara MacLeod. Foi finalmente aceito, devido ao fato de que a música ressoava com a história do Power: quando o Power entrou na AFL em 1997, foi forçado a cortar os laços com sua base tradicional, o Port Adelaide Magpies, formando administrações separadas, bases de jogo separadas e causando divisão entre os torcedores.
Inicialmente, a música foi introduzida para coincidir com a contagem regressiva de 60 segundos antes do início de uma partida, com a música tocando por cima de uma montagem de vídeo. A música provou ser um sucesso entre os fãs, com os fãs adotando a música, bem como levantando lenços acima de suas cabeças enquanto a música estava sendo cantada. A música foi tão bem-sucedida que, em junho de 2014, o clube foi forçado a imprimir lenços coloridos com as palavras "Never Tear Us Apart" neles, que os fãs seguravam no ar e cantavam em uníssono antes do início das partidas.